# Gausdal Vestfjell

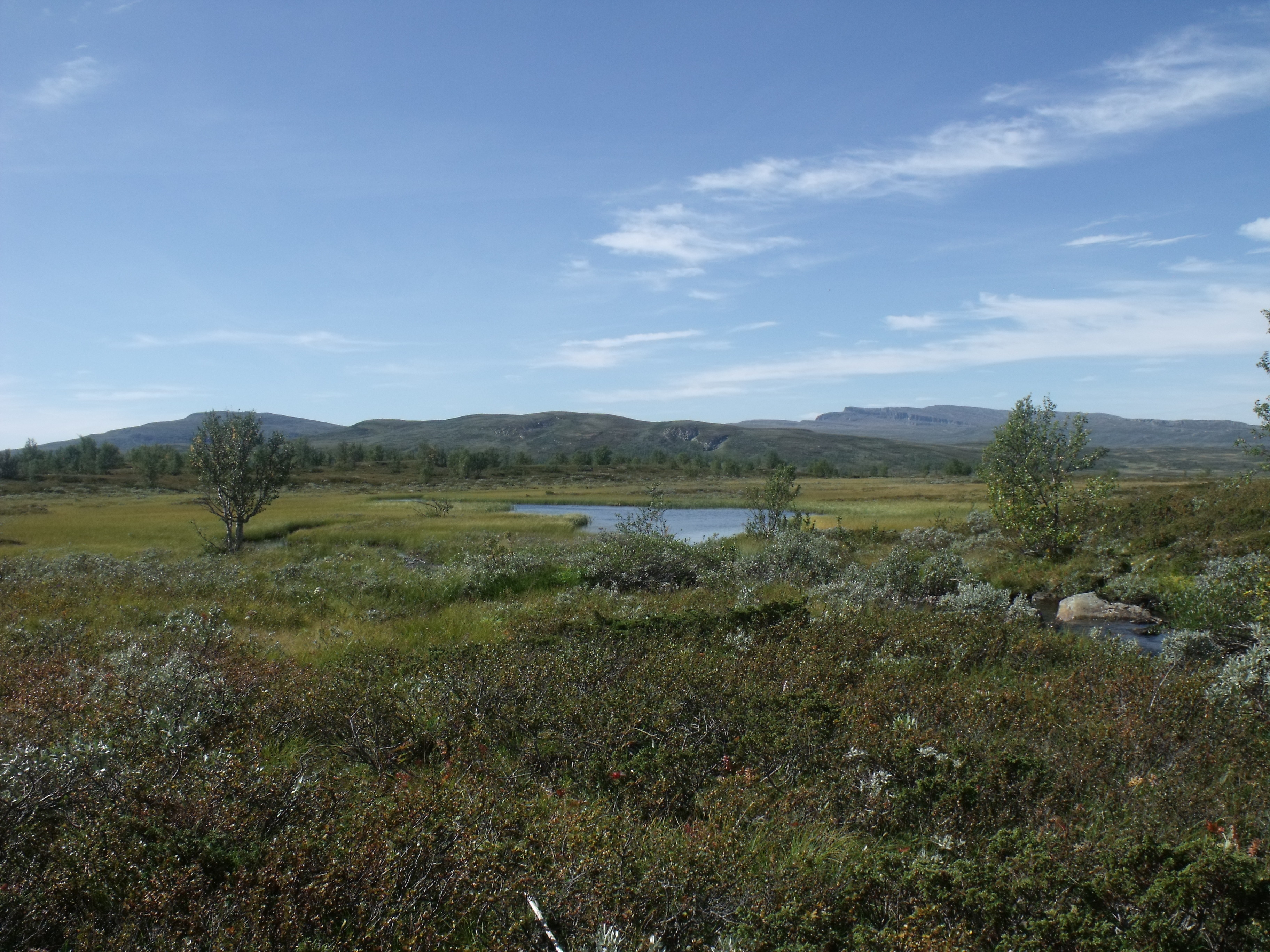
Die typische Landschaft des Vestfjell zur Sommerzeit

Als Gausdal Vestfjell wird das Gebiet zwischen dem Valdres und dem Gudbrandsdalen in der norwegischen Provinz Innlandet bezeichnet. Es umfasst eine abwechslungsreiche Fjelllandschaft mit Birken- und Nadelwäldern, Mooren und Heideflächen und beherbergte bis 2011 den kleinsten Nationalpark Norwegens, Ormtjernkampen, der im Langsua-Nationalpark aufgegangen ist.

## Geographische Lage, Landschaft und Natur
Das Vestfjell wird im Westen und Süden von der Straße Fv51, im Norden von der Straße Fv255 und im Osten von der Straße Fv204 begrenzt. Es umfasst ein Gebiet von etwa 58.900 Hektar, davon 14.400 Hektar Nadelwald, 25.000 Hektar Laubwald und 17.000 Hektar Hochfjell auf einer Höhe zwischen 600 m ü.NN (Dokkfløyvatn) und 1554 m ü.NN (nordre Langsua).
Im Vestfjell sind seltene Tier- und Pflanzenarten wie Sumpfläufer, Kornweihe, bärtige Glockenblume und Torfsegge zuhause.

## Übernachtungsmöglichkeiten
Der norwegische Wanderverband DNT betreibt im Gausdal Vestfjell die Hütte Liomseter. Die Hütte verfügt über 40 Betten und bietet in den Sommermonaten sowie zu Ostern Bewirtung an. Die staatliche Forst- und Fjellverwaltung Gausdal Fjellstyre unterhält ein dichtes Netz von 14 offenen Hütten, die jedermann zum Aufenthalt und zur Übernachtung kostenlos zur Verfügung stehen, sowie sieben verschlossenen Hütten, die tage- oder wochenweise gemietet werden können.

## Weitere Namen
Das Gausdal Vestfjell wird aufgrund seiner Lage östlich des Jotunheimen auch als „Vorhof Jotunheimens“ (norw. Jotunheimens forgård) bezeichnet. Der DNT nennt die Gegend „Huldreheimen“.